# Hydrophyllum occidentale
Hydrophyllum occidentale är en strävbladig växtart som först beskrevs av S. Wats., och fick sitt nu gällande namn av Samuel Frederick Gray. Hydrophyllum occidentale ingår i släktet indiankålssläktet, och familjen strävbladiga växter. Inga underarter finns listade i Catalogue of Life.